# Попов, Леонид Сергеевич (машиностроитель)
Леонид Сергеевич Попов (род. 4 января 1934, Реутовский район, Московская область) — советский и российский машиностроитель, лауреат Государственной премии СССР.

## Биография
Родился 4 января 1934 года в деревне Темниково Балашихинского района. В 1958 году окончил Челябинский политехнический институт.
После окончания вуза работал на Златоустовском машиностроительном заводе инженером-технологом, начальником технологического бюро в 1958—1961 годах. С 1961 по 1969 год занимал должность помощника начальника механосборочного цеха по технике. В 1969—1979 годах работал заместителем начальника технологического отдела и заместитель главного технолога завода. В 1979—1992 годах занимал должность главного инженера завода. В 1992 году был назначен главным техническим советником генерального директора.
Попов был руководителем и непосредственным участником освоения и производства новой оборонной техники, внедрения специального оборудования для сборки и сварки, механической обработки изделий, освоения неразрушающих методов контроля, используемых при обработке и изготовлении сложных крупногабаритных корпусных деталей.
Награды
- Государственная премия СССР (1989)
- Орден Ленина (1981)
- Орден Трудового Красного Знамени (1975)
- Орден Знак Почёта (1969)
- Медаль «За доблестный труд. В ознаменование 100-летия со дня рождения В. И. Ленина» (1970)
- Медаль им. акад. С. П. Королёва (1986)
- Медаль им. акад. В. П. Макеева (1992)
- Медаль «300 лет Российскому флоту» (1996)
- Медаль «40 лет космической эры» (1999)
- Медаль «40 лет первому полёту Ю. А. Гагарина» (2001)
- Почётный гражданин города Златоуст (звание присвоено 10 сентября 1996 года).